# Isn't Anything
Isn't Anything är det första fullängdsalbumet av den irländska rockgruppen My Bloody Valentine, utgivet den 21 november 1988 på Creation Records. Albumets innovativa instrument- och produktionstekniker befäste gruppens experimenterande på deras föregående EP-skivor och gjorde det till ett banbrytande verk inom den stil som senare fick namnet shoegazing.

## Låtlista
Alla låtar är skrivna och komponerade av Kevin Shields där inget annat anges. 
| Nr           | Titel                                   | Kompositör               | Längd |
| ------------ | --------------------------------------- | ------------------------ | ----- |
| 1.           | Soft as Snow (But Warm Inside)          | Shields, Colm Ó Cíosóig  | 2:21  |
| 2.           | Lose My Breath                          | Bilinda Butcher, Shields | 3:37  |
| 3.           | Cupid Come                              | Butcher, Shields         | 4:27  |
| 4.           | (When You Wake) You're Still in a Dream | Shields, Ó Cíosóig       | 3:16  |
| 5.           | No More Sorry                           | Butcher, Shields         | 2:48  |
| 6.           | All I Need                              |                          | 3:04  |
| 7.           | Feed Me with Your Kiss                  |                          | 3:54  |
| 8.           | Sueisfine                               | Shields, Ó Cíosóig       | 2:12  |
| 9.           | Several Girls Galore                    | Butcher, Shields         | 2:21  |
| 10.          | You Never Should                        |                          | 3:21  |
| 11.          | Nothing Much to Lose                    |                          | 3:16  |
| 12.          | I Can See It (But I Can't Feel It)      |                          | 3:10  |
| Total längd: | Total längd:                            | Total längd:             | 37:48 |

| 1.           | Instrumental No.1 |              | 3:19  |
| 2.           | Instrumental No.2 |              | 4:36  |
| Total längd: | Total längd:      | Total längd: | 07:55 |

## Medverkande
My Bloody Valentine
- Kevin Shields – sång, gitarr
- Bilinda Butcher – sång, gitarr
- Debbie Googe – bas
- Colm Ó Cíosóig – trummor, slagverk

Produktion
- My Bloody Valentine – producent
- Dave Anderson – ljudtekniker
- Steve Nunn – ljudtekniker
- Alex Russell – ljudtekniker
- Joe Dilworth – fotografi